# حزب حراس الثورة
حزب حراس الثورة هو حزب سياسي في مصر خاض الانتخابات البرلمانية المصرية لعام 2015. ويشغل حاليا مقعدا واحدا في مجلس النواب المصري.